# IKB Deutsche Industriebank
Pour les articles homonymes, voir IKB.
IKB Deutsche Industriebank AG est une banque allemande basée à Düsseldorf, traditionnellement spécialisée dans le financement à long terme des entreprises en Allemagne. Avec un actif total consolidé d'environ 22,4 milliards d'euros et près de 1 450 employés, la banque possède une taille moyenne. IKB dispose de dix succursales en Allemagne et en Europe  ainsi que diverses filiales. IKB fut jusqu’au 19 décembre 2008 cotée sur le SDAX, avant de basculer sur l'Open Market. La banque fut menacée de faillite en 2007 en raison de la crise financière des subprimes. Dans le cadre d'une procédure de sauvetage, l'actionnaire principal KfW augmenta alors sa participation de 38 % à 90,8 %. Depuis octobre 2008, le fonds de pension américain Lone Star Funds a repris la part de KfW.

## Historique

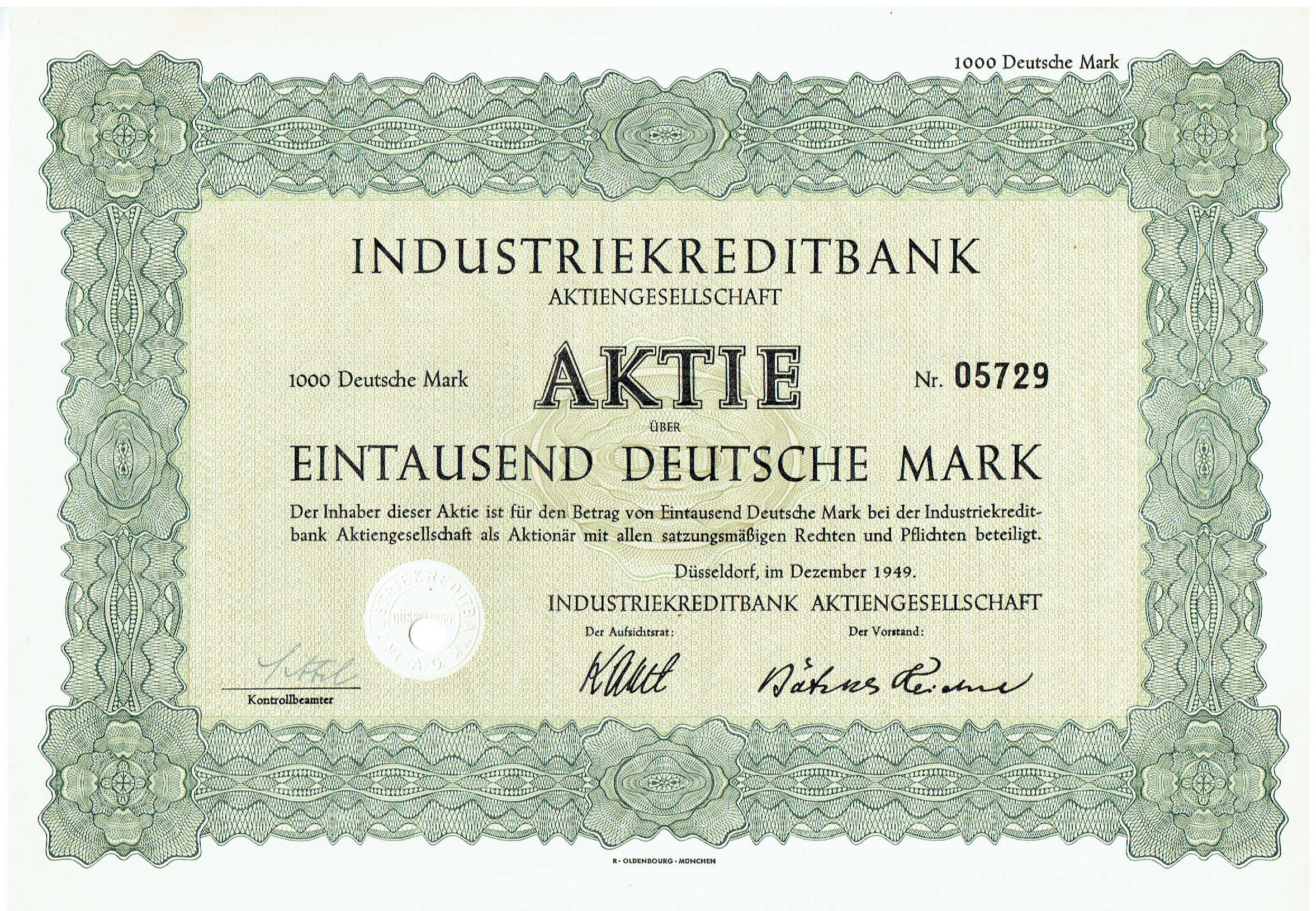
Action de l'Industriekreditbank AG en date du decembre 1949

- La Bank für deutsche Industrieobligationen (Bafio) est créée en 1924 à Berlin, à la suite de la crise inflationiste qui a secoué l'Allemagne en 1922. Son objectif est de soutenir l'économie allemande en procurant aux industries allemandes des prêts à long terme.
- La crise économique des années 1930 touche durement l'Allemagne, les industries comme les grandes exploitations agricoles de l'Est du pays. En 1931, les lois sur l'aide à l'Allemagne de l'Est et sur l'assistance aux industries modifient les objectifs de la Bafio. La banque a désormais comme objectif d'aider les agriculteurs de l'Est et d'octroyer des prêts aux petites et moyennes entreprises, comblant un vide dans le système bancaire allemand. En 1939, la Bafio devient la Deutsche Industriebank.
- À partir de 1933, les nazis tournent l'économie allemande vers la guerre. L'activité de la banque se tourne vers le financement de ces industries principalement pendant la Seconde Guerre mondiale.
- La défaite de 1945 entraine une réorganisation des structures bancaires allemandes. En mars 1949, en remplacement de la Deutsche Industriebank, la Industriekreditbank AG (IKB) est créée à Düsseldorf. Elle doit servir de relais à la KfW (anciennement Kreditanstalt für Wiederaufbau), une banque publique, pour financer la reconstruction allemande en octroyant des prêts à long terme aux PMI. Dans les années 1950, la banque finance le développement des industries minières, sidérurgiques, etc.
- En 1974, la Industriekreditbank AG fusionne avec la Deutsche Industriebank pour former la IKB Deutsche Industriebank. Pendant la fusion, le précédent Directoire est remplacé par la Fondation pour la recherche dans l'industrie manufacturière, aujourd'hui appelée Fondation pour la recherche industrielle. Celle-ci utilise les dividendes qu'elle reçoit de IKB pour financer les projets de recherche en direction des PMI. Pour faire face à la concurrence et répondre aux nouveaux besoins de financement, IKB développe plusieurs filiales et le financement des opérations internationales.
- Entre 1989 et 1999, la banque participe à la restructuration des industries des nouveaux Länder et aides les entreprises allemandes à se développer dans les pays d'Europe de l'Est. En même temps, elle poursuit son internationalisation en ouvrant des succursales à Hong Kong, Paris et Londres.
- Le 30 juillet 2007 IKB lance un avertissement sur résultats  à la suite de la crise des subprimes,Le cours en bourse plongea de 20,11 % au MDax[6].
- En octobre 2008, IKB est cédé à 90,8 % à Lone Star, un fonds de pension américain pour un prix très bas.

## Crise des subprimes
Les investissements massifs de IKB sur le marché des crédits immobiliers américains à risque, les subprimes, ont amené la banque au bord de la faillite en 2007. IKB a en effet placé par l'intermédiaire du fonds d'investissement Rhineland, plus de 17 milliards d'euros sur ce marché à risque. Comme beaucoup d'autres établissements financiers, elle s'est fait piégée par la titrisation des crédits à risque. Les subprimes, investissements à haut risque mais très rémunérateurs ont en effet été insérés dans des produits financiers complexes où ils ont été mélangés à d'autres prêts plus sûrs pour être revendus à des banques et des investisseurs du monde entier. IKB a plus que d'autres banques acheté ces titres qui ont perdu une grande partie de leur valeur quand le marché immobilier américain s'est retourné.

## Sauvetage de la banque
Le sauvetage de IKB a nécessité un total de 12 milliards d'euros d'aides publiques, afin de protéger ses liquidités et la stabilité financière en Allemagne.
IKB fut cédée par KFW au fonds de pension américain Lone Star Funds en octobre 2008, pour un prix non confirmé de 137 millions d'euros.
IKB entama en février 2010 le processus de remboursement par anticipation des garanties de la SoFFin couvrant les 12 milliards d'euros d'aides. Les garanties furent intégralement remboursées en décembre 2012.

## Évolution récente de la banque
IKB a massivement réduit le périmètre de ses activités tout en assinissant son portefeuille d'actifs. La taille de bilan de la banque est ainsi passée de 50,7 milliards d'euros en 2008 à 22,4 milliards d'euros en 2015.
La banque a allégé sa structure de coûts en réduisant ses charges et frais de personnel. L'objectif est un retour à un résultat opérationnel positif, même si un profit nul ou minimal est attendu pour les prochaines années.
La priorité de la banque est d'assurer son refinancement et sa liquidité, à travers une diversification des sources (obligations et banque en ligne).
Le site Internet de la banque a été refondu en août 2013 dans le cadre plus large de la restauration de l'image de la banque auprès des entreprises et du public. IKB s'oriente désormais également vers le conseil, la gestion du risque et l'intermédiation.
La banque a passé avec succès les tests de résistance coordonnés en 2014 par l'Autorité bancaire européenne sur les 123 banques les plus importantes de l'Union européenne.
Les profits nuls ou minimaux attendus par la banque pour les prochaines années seront alloués à la réduction des pertes accumulées.
Le 8 août 2016, LSF6 Europe Financial Holdings, L.P. lance une offre publique, soutenue par IKB, sur les actions détenues par les actionnaires minoritaires.
Le 8 septembre 2016, Lone Star informe IKB détenir plus de 95 % du capital et procéder à un squeeze-out, une vente forcée et encadrée des actions des actionnaires minoritaires.
Le 29 juin 2017, la banque annonce la vente de sa filiale IKB Leasing à la société de capital-investissement américaine HPS Investment Partners pour la somme de 210 millions d'euros.
Le 15 août 2017, la filiale IKB Data est vendue à la société allemande Datagroup
.